# Bahar Çağlar
Bahar Çağlar Okten (Izmir, 28 de setembre de 1988) és una jugadora de basquetbol turca. Juga des del 2021 al Hatayspor. També va jugar pel Galatasaray SK, ambdós equips de bàsquet femení a Istanbul, en la seva carrera. Va guanyar la medalla d'argent a l'EuroBasket 2011 i la medalla de bronze a l'EuroBasket 2013 amb la selecció turca de basquetbol femení. Participa en els Jocs Olímpics d'Estiu de 2012 i de 2016.